# Makoto Call!
Makoto Call (真コール!, Makoto kōru!) est un manga japonais de Kazuko Fujita. Non publié en français, c'est un manga sur le sport.
En 1992, le manga remporte le prix Shōgakukan dans la catégorie Shōjo.

## Synopsis
Makoto Fujisaki, quinze ans, rentre au Japon après cinq ans passés au Canada. Elle retrouve Hayato Watanabe, son ami d'enfance qu'elle aime, photographe. Au hasard, elle choisit comme sport au lycée le volley-ball. Et bien qu'elle n'y ait jamais joué, sa capacité à sauter et ses réflexes lui permettent d'aider son lycée à gagner plusieurs matchs d'une compétition inter-lycées. Mais son équipe perd face à l'équipe de Yōto, menée par Hitomi Kanō.
Repérée par Kazuhiko Maki, l'entraîneur, elle va prendre conscience de son talent inné au volley-ball, et du fait qu'elle ne peut pas correctement le développer dans son école. Elle rejoint alors l'école de volley-ball fondée par celui-ci et Taizō Ōhara, magnat sportif, qui vise à former une équipe nationale féminine japonaise pouvant rivaliser avec les meilleures équipes mondiales.
Mais Makoto, la plus jeune de l'école, va se rendre compte qu'elle est bien moins entraînée que les autres joueuses, et qu'il est difficile de concilier études et sport.

## Personnages
- Makoto Fujisaki (藤咲真?) : âgée de quinze ans, elle est très énergique et a un sens inné du volley-ball.
- Hayato Watanabe (渡辺隼人?) : ami d'enfance de Makoto, il est photographe et rêve de la photographier au sommet de sa gloire. Il l'encourage et la soutient moralement.
- Hitomi Kanō (加納仁美?) : joueuse de volley-ball au lycée Yōto, en troisième année. Elle reconnaît implicitement les capacités de Makoto en jouant sérieusement face à elle.
- Kazuhiko Maki (万紀一彦?) : entraîneur du lycée Hakuhō, que fréquente Makoto. Il repère rapidement le talent de celle-ci, et va tout faire pour l'aider à le développer.
- Taizō Ōhara (大原泰三?) : financier, il aide Maki à fonder une école de volley-ball destinée à former la future équipe japonaise féminine.